# Agulla directa
Agulla directa is een kameelhalsvliegensoort uit de familie van de Raphidiidae. De soort komt voor in het zuidwesten van de Verenigde Staten.
De naam Agulla directa werd in 1936 gepubliceerd door Carpenter.